# Johannes J. Arens
Johannes J. Arens (* 1975 in Aachen) ist ein deutscher Kulturanthropologe, Autor und Journalist mit dem Schwerpunkt Esskultur. Seit Oktober 2010 betreibt er den Blog Nachschlag: Esskultur in Wort und Bild.

## Leben
Johannes J. Arens machte von 1996 bis 2000 eine Ausbildung zum Mode- und Textildesigner an der Academie Beeldende Kunsten in Maastricht, Niederlande und arbeitete anschließend bis 2002 in Amsterdam. Von 2002 bis 2006 studierte er Kulturanthropologie, Niederländisch und Kunstgeschichte an der Rheinischen Friedrich-Wilhelms-Universität Bonn und der Universität Köln. Er ist Alumnus der Studienstiftung des deutschen Volkes.
Von 2008 bis 2010 war er als Redakteur der Zeitschrift Männer in Berlin für die Ressorts Politik und Leben verantwortlich. Zwischen 2009 und 2011 unterrichtete er als Lehrbeauftragter am dortigen Institut für Germanistik, Vergleichende Literatur- und Kulturwissenschaft, Abteilung für Kulturanthropologie/Volkskunde.
Seit 2009 schreibt er als freier Autor für die taz und die Kölner StadtRevue. Er lebt in Aachen und Köln.

## Schriften
- Chorizo, Salame und deutsche Zervelat. Europas Zukunft und die Wurstkultur. Berlin 2011 ISBN 978-3-86408-029-6 (Der Text aus dem Jahr 2010 basiert auf einem Vortrag mit dem Titel Es geht um die Wurst – Europäische Integration am Beispiel der Esskultur, den Arens im Rahmenprogramm der Verleihung des Internationalen Karlspreises der Stadt Aachen hielt.)
- Nachschlag Berlin. Zur Kultur des Essens und Trinkens in der Hauptstadt. Berlin 2010 ISBN 978-3-940621-22-1 (Die 2010 veröffentlichte Essay-Sammlung befasst sich mit unterschiedlichen Aspekten einer lokalen, urbanen Esskultur.)
- Afrika ist anders. Positionen und Strategien afrikanischer Köche und Köchinnen in Aachen und Köln. In: Rheinisches Jahrbuch für Volkskunde. Band 39 (2012)
- Nachschlag Köln. Vom Essen und Trinken in de Rheinmetropole. Berlin 2013 ISBN 978-3-86408-095-1
- mit Matthias Ludwigs und Jennifer Braun: Die Konditorei. 50 Backrezepte traditionell und innovativ. Christian Verlag, München 2023, ISBN 9783959617321.